# Ngembung
Ngembung is een bestuurslaag in het regentschap Gresik van de provincie Oost-Java, Indonesië. Ngembung telt 1941 inwoners (volkstelling 2010).